# Andrea Törnestam
Andrea Corona Törnestam, född 17 juni 1991 i Oscars församling i Stockholm, är en svensk politiker (socialdemokrat). Hon var riksdagsledamot (statsrådsersättare) under 2022 för Stockholms kommuns valkrets och var förbundssekreterare för SSU 2015–2021. Hon är sedan 9 september 2024 kommunsekreterare (förste ombudsman) för Stockholms socialdemokratiska partidistrikt. 
Törnestam kandiderade i riksdagsvalet 2018 och blev ersättare. Hon var statsrådsersättare för Annika Strandhäll från 8 juni 2022 till valet samma år. I riksdagen var Törnestam ledamot i socialutskottet och suppleant i trafikutskottet.